# كولم كالانان
كولم كالانان (بالإنجليزية: Colm Callanan)‏ هو لاعب قذف أيرلندي، ولد في 18 يوليو 1982 في غالواي في جمهورية أيرلندا.